# Malčape, Žitara vas
Malčape (nemško Kleinzapfen) je naselje v Občini Žitara vas v Okraju Velikovec na Koroškem v Avstriji.